# Tethina stobaeana
Tethina stobaeana är en tvåvingeart som beskrevs av Lorenzo Munari 1996. Tethina stobaeana ingår i släktet Tethina och familjen Canacidae.
Artens utbredningsområde är Spanien. Inga underarter finns listade i Catalogue of Life.